# Weibul·lita
La weibul·lita és un mineral de la classe dels sulfurs. Va ser anomenada en honor de Kristian Oskar Mathias Weibull (1856-1923), geòleg, va ser el primer que va descriure aquest mineral.

## Característiques
La weibul·lita és una sulfosal de fórmula química Ag0.33Pb5.33Bi8.33(S,Se)18. A més dels elements de la seva fórmula també pot contenir impureses d'Ag, Cu i As. Cristal·litza en el sistema ortoròmbic. Els seus cristalls són massius de forma prismàtica a fibrosa o amb hàbit foliat; també es troba com a cristalls prismàtics indistingibles. La seva duresa a l'escala de Mohs és de 2 a 3.
Segons la classificació de Nickel-Strunz, la weibul·lita pertany a «02.JB: Sulfosals de l'arquetip PbS, derivats de la galena, amb Pb» juntament amb els següents minerals: diaforita, cosalita, freieslebenita, marrita, cannizzarita, wittita, junoïta, neyita, nordströmita, nuffieldita, proudita, felbertalita, rouxelita, angelaïta, cuproneyita, geocronita, jordanita, kirkiïta, tsugaruïta, pillaïta, zinkenita, scainiïta, pellouxita, chovanita, aschamalmita, bursaïta, eskimoïta, fizelyita, gustavita, lil·lianita, ourayita, ramdohrita, roshchinita, schirmerita, treasurita, uchucchacuaïta, ustarasita, vikingita, xilingolita, heyrovskýita, andorita IV, gratonita, marrucciïta, vurroïta i arsenquatrandorita.

## Formació i jaciments
La weibul·lita va ser descoberta mina Falun (Dalarna, Suècia) íntimament intercrescuda amb laitakarita i bismutinita en una roca d'hornblenda. També ha estat descrita a Austràlia, Rússia, Suïssa i la Xina.
Sol trobar-se associada a altres minerals com: laitakarita, bismutinita, or natiu, calcopirita, bismut, pirrotita i quars.